# Dolina śmierci
Dolina śmierci (ang. The Hunted Woman) – powieść napisana przez amerykańskiego pisarza Jamesa Olivera Curwooda w 1916 roku.
Bohaterem akcji jest pisarz John Aldous. Stając w obronie Lady Gray, staje się wrogiem największego bandyty w mieście, który pragnie zdobyć dla siebie piękną kobietę i zemścić się na literacie.